# Fårkobbarna
Fårkobbarna är öar i Finland. De ligger i Skärgårdshavet och i kommunen Pargas i landskapet Egentliga Finland, i den sydvästra delen av landet. Öarna ligger omkring 76 kilometer sydväst om Åbo och omkring 200 kilometer väster om Helsingfors. Fårkobbarna ligger 8 meter över havet. De ligger på ön Såtonskärs harun.
Arean för den av öarna koordinaterna pekar på är 3 hektar och dess största längd är 240 meter i öst-västlig riktning.